# Haas VF-21
O Haas VF-21 é o modelo de carro de corrida construído pela equipe Haas F1 Team para a disputa do Campeonato Mundial de Fórmula 1 de 2021, está sendo pilotado por Nikita Mazepin e Mick Schumacher. O VF-21 foi lançado em 4 de março de 2021 e sua estreia ocorreu no Grande Prêmio do Barém, a primeira etapa da temporada.
Devido ao impacto da pandemia de COVID-19, os regulamentos técnicos que estavam planejados para serem introduzidos em 2021 foram adiados para 2022. Com isso, sob um acordo entre as equipes e a FIA, os carros com especificações de 2020 — incluindo o Haas VF-20 — tiveram sua vida útil estendida para competir em 2021, com a Haas produzindo um chassi atualizado denominado "Haas VF-21".